# Grand Wizzard Theodore

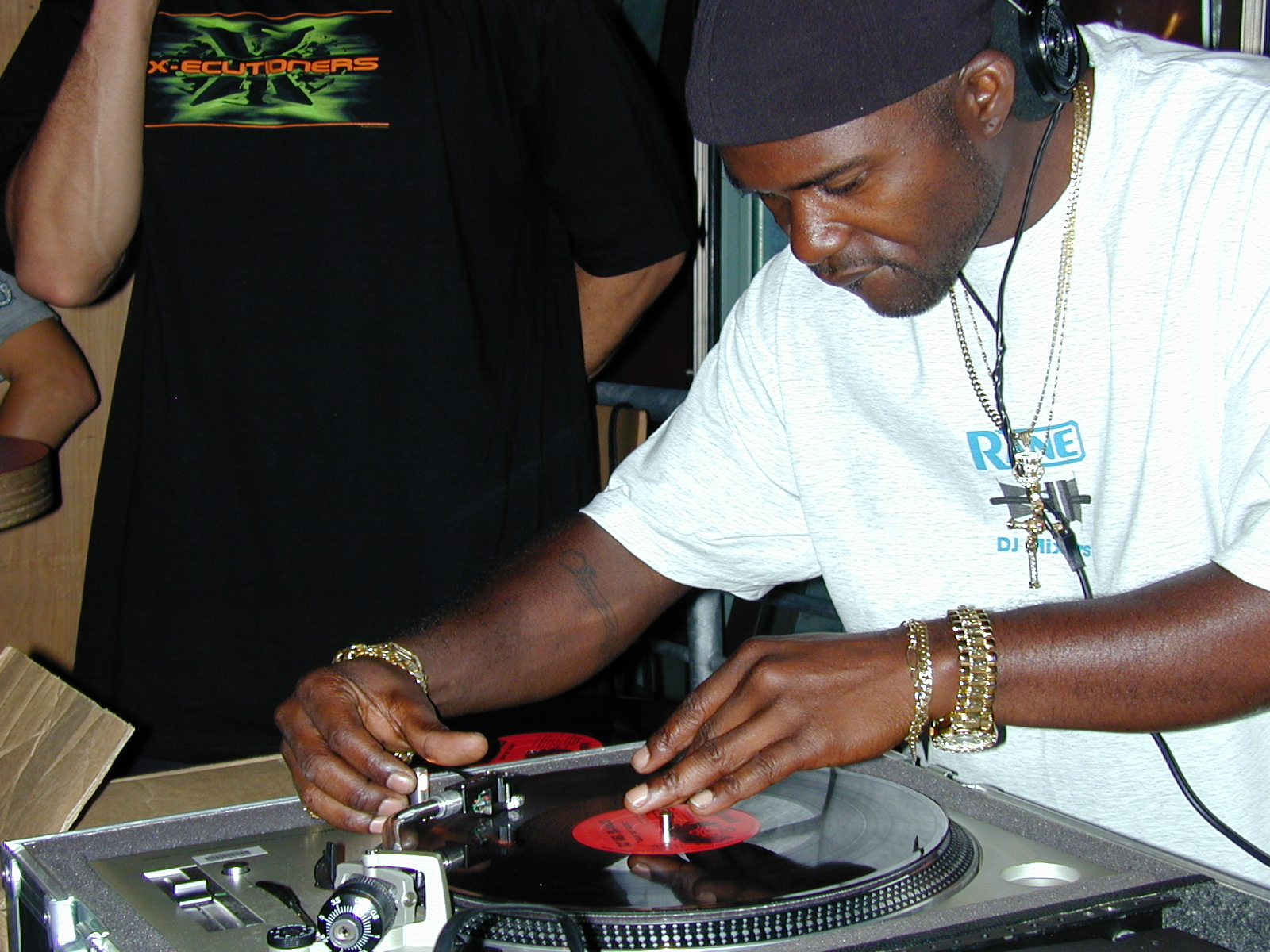
Grand Wizzard Theodore

Grand Wizzard Theodore (nacido en 1962 en el Bronx, Nueva York, como Theodore Livingston) es un DJ estadounidense de hip hop. Se le reconoce como el inventor del scratching.
Su hermano mayor, Mean Gene quien era el brazo derecho de Grandmaster Flash, fue el mentor de Theodore, y comenzó a enseñar a pinchar antes de que Theodore fuera un adolescente. Además de descubrir el scratch en 1977, logró renombre por su maestría en el needle drop (técnica que consiste en  por medio de levantar el brazo del tocadiscos y colocar la aguja calculadamente en la parte deseada de un disco para repetirlo, manteniendo el ritmo a la vez) y otras técnicas que inventó o perfeccionó. Theodore también aprendió bajo la batuta de Grandmaster Flash con quien se presentaba junto a éste y sus 2 hermanos de sangre Mean Gene y Corde-O bajo el nombre de The L. Brothers ( la L por su apellido Livingstone).
En los primeros años 1980, Theodore formó parte del grupo Grandwizard Theodore & the Fantastic Five. Publicaron "Can I Get a Soul Clap" en 1980. También apareció en la película de 1983 Wild Style, contribuyendo a la banda sonora de la película. En el documental Scratch explica el origen del scratch.
La frase de Theodore "Say turn it up" de su tema "Fantastic Freaks at the Dixie" fue ampliamente sampleada por grupos de hip hop como Public Enemy (en el tema "Bring the Noise"), Bomb the Bass (en el tema "Megablast") y muchos otros.